# Florian Chakiachvili
Florian Chakiachvili (né le 18 mars 1992 à Briançon dans le département des Hautes-Alpes en France) est un joueur professionnel français de hockey sur glace. Il évolue au poste de défenseur au sein des Dragons de Rouen.

## Biographie

### Carrière en club
Formé aux Diables rouges de Briançon, il rejoint les équipes de jeunes des Rapaces de Gap puis des Dragons de Rouen en 2008. Il joue son premier match en Ligue Magnus en 2010 avec Rouen.
En 2010, il revient dans son club formateur qui lui offre la possibilité d'évoluer en Ligue Magnus. Il est alors le septième défenseur de l'équipe de Luciano Basile, qui l'aligne également en quatrième ligne d'attaque. L'équipe réalise un beau parcours en Coupe de la Ligue avant de s'incliner en finale contre les Brûleurs de Loups de Grenoble 4-3 en prolongation. Briançon, quatrième de la saison régulière, est sorti trois victoires à une par Amiens en quart de finale. Chakiachvili inscrit ses deux premiers buts en championnat et sa première assistance durant la saison régulière.
Au cours de la coupe de la ligue 2011-2012, les Diables Rouges, premiers de la poule D, éliminent ensuite Chamonix puis Rouen pour atteindre la finale de l'épreuve. Après trois échecs à ce stade de la compétition, les Briançonnais l'emportent 4-1 face aux Pingouins de Morzine-Avoriaz sur la glace de Méribel et décrochent la première Coupe de la Ligue de leur histoire. En Coupe de France, les rouges sont sortis 3-2 par Amiens en quart de finale après avoir battu Valence et Gap. Ils terminent in extremis quatrièmes de la saison régulière de la ligue Magnus. Au complet, ils se font éliminer par Angers, qui compte cinq blessés, en quart de finale trois victoires à une.
En 2012-2013, l'équipe est éliminée en demi finale de coupe de la ligue par Angers. Elle évince Marseille, Morzine-Avoriaz, Dijon puis Grenoble 4-1 en demi-finale de Coupe de France. Lors de la finale au Palais omnisports de Paris-Bercy, Briançon bat Angers 2-1. En championnat, Briançon termine la saison régulière à la troisième place. L'équipe élimine Strasbourg en quatre matchs lors des quarts de finale. Futur champion de France, Rouen met fin à la saison des briançonnais trois victoires à une au stade des demi-finales.
Auteur de deux buts, il aide son équipe à remporter le match des champions 2013 face à Rouen lors d'une victoire 4-2. En Coupe de France, les Diables rouges atteignent le stade des demi-finales où ils sont éliminés 2-4 face à Rouen. Briançon s'incline contre cette même équipe en demi-finale de Coupe de la Ligue. Le 22 décembre 2013, ils remportent 5-4 face à Grenoble le Winter Game, match de saison régulière disputé au Stade des Alpes. Il est aligné avec Mathieu Jestin sur la deuxième paire défensive briançonnaise. Chakiacvhili compte huit assistances et neuf points en vingt-six parties. La défense de Briançon est la meilleure à l'issue de la saison régulière de la Ligue Magnus où l'équipe se classe deuxième derrière Rouen. Durant les séries éliminatoires, les briançonnais éliminent Villard-de-Lans trois matchs à un puis Dijon en quatre matchs secs. Lors de la finale, Ils affrontent Angers et s'imposent quatre victoires à trois. Lors du septième et dernier match, le 6 avril 2014, les Ducs mènent 1-0 grâce à Braden Walls à la patinoire René Froger. Les Diables rouges réagissent en supériorité numérique et l'emportent 5-1. Chakiachvili, six points lors séries éliminatoires, marque le deuxième but décisif. Briançon décroche la Coupe Magnus, trophée récompensant le champion de France, pour la première fois de son histoire.
Pour la saison 2015-2016, il rejoint les Dragons de Rouen avec qui il remporte le championnat de France et la coupe de France.
La saison suivante, il joue la Ligue des Champions mais Rouen est éliminé dès les phases de poule. Cette saison sera marquée par des défaites à chaque fois en finale du championnat et de la seule coupe nationale restante.

### Carrière internationale
Il représente la France au niveau international. Il prend part aux sélections jeunes. Le 7 novembre 2013, il honore sa première sélection senior face à l'Autriche lors d'une victoire 3-1 comptant pour l'Euro Ice Hockey Challenge. Deux jours plus tard, à sa troisième sélection, il récolte sa première assistance sur un but de Damien Fleury lors d'une victoire 5-2 face à la Slovénie. Les sélectionneurs de la France Dave Henderson et Pierre Pousse le retiennent sur leur liste de joueurs pour son premier championnat du monde senior en 2014. Il marque son premier but international le 5 février 2015 lors d'un match amical face au Danemark.

## Trophées et honneurs personnels
- Ligue Magnus :
  - 2023 : remporte le Trophée Denis-Perez.
  - 2024 : remporte le Trophée Denis-Perez.

## Statistiques

### En club
| Saison    | Équipe                     | Ligue        |    | Saison régulière | Saison régulière | Saison régulière | Saison régulière | Saison régulière |   | Séries éliminatoires | Séries éliminatoires | Séries éliminatoires | Séries éliminatoires | Séries éliminatoires |
| Saison    | Équipe                     | Ligue        | PJ | B                | A                | Pts              | Pun              | PJ               | B | A                    | Pts                  | Pun                  |                      |                      |
| 2009-2010 | Dragons de Rouen           | Ligue Magnus | 1  | 0                | 0                | 0                | 0                | -                | - | -                    | -                    | -                    |                      |                      |
| 2009-2010 | Dragons de Rouen II        | Division 2   | 2  | 0                | 0                | 0                | 0                | -                | - | -                    | -                    | -                    |                      |                      |
| 2010-2011 | Dragons de Rouen II        | Division 2   | 2  | 0                | 0                | 0                | 0                | -                | - | -                    | -                    | -                    |                      |                      |
| 2010-2011 | Diables rouges de Briançon | Ligue Magnus | 21 | 2                | 1                | 3                | 6                | 4                | 0 | 0                    | 0                    | 0                    |                      |                      |
| 2010-2011 | Diables rouges de Briançon | CdL          | 0  | 0                | 0                | 0                | 0                | 4                | 0 | 0                    | 0                    | 0                    |                      |                      |
| 2010-2011 | France -20 ans             | CdlL         | 6  | 0                | 0                | 0                | 4                | -                | - | -                    | -                    | -                    |                      |                      |
| 2011-2012 | Diables rouges de Briançon | Ligue Magnus | 21 | 1                | 2                | 3                | 10               | 4                | 0 | 0                    | 0                    | 0                    |                      |                      |
| 2011-2012 | Diables rouges de Briançon | CdL          | 5  | 0                | 0                | 0                | 2                | 4                | 0 | 0                    | 0                    | 0                    |                      |                      |
| 2011-2012 | France -20 ans             | CdL          | 6  | 1                | 0                | 1                | 2                | -                | - | -                    | -                    | -                    |                      |                      |
| 2011-2012 | Diables rouges de Briançon | CdF          | -  | -                | -                | -                | -                | 2                | 0 | 0                    | 0                    | 0                    |                      |                      |
| 2012-2013 | Diables rouges de Briançon | Ligue Magnus | 19 | 1                | 6                | 7                | 47               | 8                | 0 | 2                    | 2                    | 2                    |                      |                      |
| 2012-2013 | Diables rouges de Briançon | CdL          | 5  | 0                | 1                | 1                | 0                | 1                | 0 | 0                    | 0                    | 0                    |                      |                      |
| 2012-2013 | Diables rouges de Briançon | CdF          | -  | -                | -                | -                | -                | 3                | 0 | 2                    | 2                    | 0                    |                      |                      |
| 2013      | Diables rouges de Briançon | MdC          | 1  | 2                | 0                | 2                | 2                | -                | - | -                    | -                    | -                    |                      |                      |
| 2013-2014 | Diables rouges de Briançon | Ligue Magnus | 26 | 1                | 8                | 9                | 14               | 15               | 2 | 4                    | 6                    | 12                   |                      |                      |
| 2013-2014 | Diables rouges de Briançon | CdL          | 6  | 0                | 1                | 1                | 8                | 4                | 0 | 1                    | 1                    | 2                    |                      |                      |
| 2013-2014 | Diables rouges de Briançon | CdF          | -  | -                | -                | -                | -                | 3                | 1 | 2                    | 3                    | 2                    |                      |                      |
| 2014      | Diables rouges de Briançon | MdC          | 1  | 0                | 0                | 0                | 0                | -                | - | -                    | -                    | -                    |                      |                      |
| 2014-2015 | Diables rouges de Briançon | Ligue Magnus | 24 | 3                | 7                | 10               | 20               | 4                | 1 | 1                    | 2                    | 0                    |                      |                      |
| 2014-2015 | Diables rouges de Briançon | CHL          | 6  | 0                | 1                | 1                | 6                | -                | - | -                    | -                    | -                    |                      |                      |
| 2014-2015 | Diables rouges de Briançon | CdL          | 6  | 0                | 4                | 4                | 4                | -                | - | -                    | -                    | -                    |                      |                      |
| 2014-2015 | Diables rouges de Briançon | CdF          | -  | -                | -                | -                | -                | 4                | 0 | 2                    | 2                    | 4                    |                      |                      |
| 2015-2016 | Dragons de Rouen           | Ligue Magnus | 26 | 4                | 8                | 12               | 24               | 15               | 1 | 4                    | 5                    | 22                   |                      |                      |
| 2015-2016 | Dragons de Rouen           | CdL          | 6  | 1                | 2                | 3                | 16               | 5                | 1 | 4                    | 5                    | 16                   |                      |                      |
| 2015-2016 | Dragons de Rouen           | CC           | 6  | 2                | 3                | 5                | 14               | -                | - | -                    | -                    | -                    |                      |                      |
| 2015-2016 | Dragons de Rouen           | CdF          | -  | -                | -                | -                | -                | 5                | 1 | 2                    | 3                    | 0                    |                      |                      |
| 2016-2017 | Dragons de Rouen           | Ligue Magnus | 42 | 4                | 15               | 19               | 79               | 19               | 1 | 4                    | 5                    | 22                   |                      |                      |
| 2016-2017 | Dragons de Rouen           | CHL          | 4  | 0                | 0                | 0                | 8                | -                | - | -                    | -                    | -                    |                      |                      |
| 2016-2017 | Dragons de Rouen           | CdF          | -  | -                | -                | -                | -                | 5                | 1 | 1                    | 2                    | 12                   |                      |                      |
| 2017-2018 | Dragons de Rouen           | Ligue Magnus | 42 | 15               | 19               | 34               | 77               | 15               | 2 | 6                    | 8                    | 16                   |                      |                      |
| 2017-2018 | Dragons de Rouen           | CdF          | -  | -                | -                | -                | -                | 4                | 1 | 0                    | 1                    | 2                    |                      |                      |
| 2018-2019 | Dragons de Rouen           | Ligue Magnus | 33 | 9                | 17               | 26               | 24               | 16               | 6 | 5                    | 11                   | 34                   |                      |                      |
| 2018-2019 | Dragons de Rouen           | CHL          | 8  | 0                | 2                | 2                | 8                | -                | - | -                    | -                    | -                    |                      |                      |
| 2018-2019 | Dragons de Rouen           | CdF          | -  | -                | -                | -                | -                | 1                | 0 | 1                    | 1                    | 0                    |                      |                      |
| 2019-2020 | Dragons de Rouen           | Ligue Magnus | 38 | 5                | 17               | 22               | 26               | 4                | 0 | 1                    | 1                    | 4                    |                      |                      |
| 2019-2020 | Dragons de Rouen           | CdF          | -  | -                | -                | -                | -                | 5                | 0 | 2                    | 2                    | 2                    |                      |                      |
| 2020-2021 | Dragons de Rouen           | Ligue Magnus | 18 | 5                | 12               | 17               | 32               | -                | - | -                    | -                    | -                    |                      |                      |
| 2020-2021 | Dragons de Rouen           | CdF          | -  | -                | -                | -                | -                | 1                | 0 | 0                    | 0                    | 0                    |                      |                      |
| 2021-2022 | Dragons de Rouen           | Ligue Magnus | 29 | 1                | 15               | 16               | 44               | 13               | 0 | 6                    | 6                    | 10                   |                      |                      |
| 2021-2022 | Dragons de Rouen           | CdF          | -  | -                | -                | -                | -                | 1                | 0 | 0                    | 0                    | 0                    |                      |                      |
| 2021-2022 | Dragons de Rouen           | CHL          | 8  | 0                | 2                | 2                | 2                | -                | - | -                    | -                    | -                    |                      |                      |
| 2022-2023 | Dragons de Rouen           | CdF          | -  | -                | -                | -                | -                | 2                | 0 | 3                    | 3                    | 2                    |                      |                      |
| 2022-2023 | Dragons de Rouen           | Ligue Magnus | 37 | 6                | 21               | 27               | 61               | 16               | 4 | 8                    | 12                   | 12                   |                      |                      |
| 2023-2024 | Dragons de Rouen           | CdF          | -  | -                | -                | -                | -                | 3                | 0 | 5                    | 5                    | 0                    |                      |                      |
| 2023-2024 | Dragons de Rouen           | CHL          | 6  | 0                | 2                | 2                | 2                | -                | - | -                    | -                    | -                    |                      |                      |
| 2023-2024 | Dragons de Rouen           | Ligue Magnus | 44 | 10               | 28               | 38               | 36               | 15               | 2 | 13                   | 15                   | 8                    |                      |                      |

### En équipe nationale
| Année | Compétition                          |   | PJ | B | A | Pts | Pun | +/-                                        |  | Résultat |
| 2010  | Championnat du monde moins de 18 ans | 5 | 2  | 0 | 2 | 27  | -2  | Quatrième place de la division 1, groupe A |  |          |
| 2011  | Championnat du monde junior          | 5 | 0  | 1 | 1 | 0   | +3  | Médaille d'or de la division 2, groupe A   |  |          |
| 2012  | Championnat du monde junior          | 5 | 0  | 1 | 1 | 2   | +3  | Médaille d'or de la division 1, groupe B   |  |          |
| 2014  | Championnat du monde                 | 8 | 0  | 0 | 0 | 0   | -2  | Huitième place                             |  |          |
| 2015  | Championnat du monde                 | 7 | 0  | 0 | 0 | 2   | 0   | Douzième place                             |  |          |
| 2016  | Championnat du monde                 | 3 | 1  | 1 | 2 | 2   | +3  | Quatorzième place                          |  |          |
| 2016  | Qualifications olympiques            | 3 | 1  | 2 | 3 | 2   | +1  | Deuxième du groupe F                       |  |          |
| 2017  | Championnat du monde                 | 2 | 0  | 0 | 0 | 0   | -1  | Neuvième place                             |  |          |
| 2018  | Championnat du monde                 | 6 | 0  | 1 | 1 | 4   | -2  | Douzième place                             |  |          |
| 2019  | Championnat du monde                 | 7 | 0  | 3 | 3 | 4   | -12 | Quinzième place                            |  |          |
| 2021  | Qualifications olympiques            | 3 | 0  | 4 | 4 | 0   | 0   | Deuxième du groupe E                       |  |          |
| 2022  | Championnat du monde                 | 7 | 1  | 1 | 2 | 4   | -5  | Douzième place                             |  |          |
| 2023  | Championnat du monde                 | 7 | 1  | 3 | 4 | 4   | -2  | Douzième place                             |  |          |